# Alexandra Smirnoff
Alexandra Smirnoff ( nacida el 6 de mayo de 1838 en Vaasa – †  25 de septiembre de 1913 en Helsinki), fue una investigadora finlandesa-sueca, botánica y pomóloga.

## Vida personal
Alexandra Smirnoff nació  el 6 de mayo de 1838 en Vaasa. Los padres de Smirnoff fueron Michael Smirnoff y Klara Johanna Lindeqvist.  
Cuando era joven vivió cómodamente hasta que un día su edificio residencial se incendió en 1852. Su madre falleció después del incendio y su padre se enfermó poco después. Como su padre ya no podía cuidar de su familia, Smirnoff fue colocada en un hogar de acogida. 
Más tarde fue acogida por la condesa Helena Stewen-Steinheil, que era botánica. Animó a Smirnoff y quiso que se diera a conocer su trabajo. Después de la muerte de la condesa, Smirnoff comenzó a viajar.
Su primera publicación fue en 1882, que fue un estudio en el que comparó 40 tipos diferentes de variedades de fresas cultivadas en el jardín de la granja de Espoo. Por su trabajo se hizo muy famosa en su país. Consideró importante la educación pública y el trabajo de la mujer porque no recibió una educación adecuada como sus hermanos hasta que conoció al Dr. Olof Eneroth. 

## Actividades
Alexandra Smirnoff fue la primera mujer pomóloga nórdica, es la única pomóloga que ha realizado una investigación decisiva en la fruticultura tanto en Finlandia como en Suecia, y la única mujer entre las pomólogas más destacadas de Europa. Estudió diferentes frutas y su cultivo. Se considera que su investigación sobre la fruticultura fue de gran importancia para el tema en lo que entonces era Escandinavia.
Comenzó a estudiar el campo de la pomología durante unos tres años en 1873 en Södermanland (Suecia), bajo la supervisión del conocido pomólogo Olof Eneroth. En ese momento estaba editando un manual de pomología y puso a Smirnoff a cargo de clasificar las frutas rusas, porque ella sabía ruso.
Investigó mucho, en base a lo cual creó y publicó una reedición del "Manual Sueco de Pomología". Su trabajo en el cultivo de estas frutas ayudó no solo a clasificar las frutas, sino que también ayudó a traer muchas frutas de Rusia a Finlandia. 
El libro se llama "Suomen pomologiian käsikirja" y se publicó en 1894 tanto en sueco como en finlandés. Entre otras cosas, Smirnoff trabajó para comparar diferentes tipos de frutas y bayas entre sí, p. rusticidad actual, cosecha y resistencia a enfermedades.

## Premios
- Smirnoff recibió la medalla de plata del Ministerio de Dominio de Rusia por el trabajo que había realizado en el Manual de pomología finlandesa.[5]
- También recibió el premio estatal de autor de 1910 por la obra Cuidados del jardín floral.[5]
- El estado también le otorgó una pensión anual en 1907 como una forma de reconocimiento a su trabajo.[5]

## Obras (selección)
Smirnoff tiene 24 obras en 37 publicaciones en 4 idiomas diferentes, incluidos finlandés, noruego, sueco y ruso.  Algunas de sus publicaciones más famosas incluyen:
- Några ord om trädfruktodling och dess framtida ordnande i Finland-(Algunas palabras sobre el cultivo de árboles frutales y su futura organización en Finlandia) (1892)
- Om trädfruktodling i Finland jemte några praktiska råd för nybegynnare-(Sobre el cultivo de árboles frutales en Finlandia y algunos consejos prácticos para principiantes). Folkupplysningssällkapet, 1893.
- Puuhedelmien viljelemisestä Suomessa sekä käytännöllisiä neuvoja vasta-alkaville . 1893
- Handbok i finsk pomologi-(Manual de pomología finlandesa) (1894);
- Suomen pomologiian käsikirja. 1894
- Handbok i enklare trädgårdsodling lämpad för allmogehem-(Manual de horticultura simple adecuada para hogares rurales) (1901)
- Käsikirja yksinkertaisessa puutarhanhoidossa . 1901
- Kukkaistarhan hoito. Käsikirja monivuotisten kukkakasvien viljelemisestä ulkosalla (1910)
- Handbok i svensk pomologi, eller beskrifning öfver ädlare i Sverige på fritt land odlade trädfrukter och fruktträd I−V. Stockholm-(Manual de pomología sueca, o descripción de nobles en Suecia sobre árboles frutales y árboles frutales cultivados en tierra libre I - V. Estocolmo) (1896-1902)
- Finlands botaniska litteratur till och med år 1900-(Literatura botánica finlandesa hasta 1900 inclusive) (1916)
- Handbok i perennblommors odling på fritt land-(Manual de cultivo de flores perennes en campo abierto). 1908
- Kukkaistarhan hoito: Käsikirja monivuotisten kukkakasvien viljelemisestä ulkosalla, ulkomaalaisten teosten mukaan . 1910[5]

- La abreviatura «A.Smirnoff» se emplea para indicar a Alexandra Smirnoff como autoridad en la descripción y clasificación científica de los vegetales.[6]